# Norr Lindberg
Norr Lindberg är en by i Åsbygge fjärding Rättviks socken, Rättviks kommun, belägen ungefär 20 kilometer nordost om Leksands-Noret. Från 2015 till 2020 och åter från 2023 avgränsade SCB här en småort.
Byn är belägen 340–350 meter över havet, och tillsammans med grannbyn Sör Lindberg och Böle de högst belägna byarna i socknen.
Byn hörde ursprungligen samman med Söder Lindberg. Det äldsta belägget är från 1450 då en 'Asbiurn i Limbærghe' omtalas. Byn omnämns på nytt 1483 som 'Lymberghe'. I den äldsta skattelängden från 1539 upptas 10 bönder i byarna. 1558 skiljs de båda byarna åt för första gången, men i de flesta 1500- och 1600-talshandlingar redovisas de oftast tillsammans. På Holstenssons karta från 1668 finns 10 gårdstecken utmärkta i Norr Lindberg. Mantalslängden 1766 upptar 27 hushåll i Norr Lindberg; lika många fanns här 1830. Storskifteshandlingarna på 1830-talet upptar dock hela 37 hushåll som delägare i Norr Lindberg. Husförhörslängden 1835 upptar 35 familjer i Norr Lindberg. 
Byn har uppenbarligen varit blandby, även om det vid storskiftet endast fanns en hemfäbod i Norr Lindberg. Omkring 1893 dokumenteras den sista fäbodvistelsen i byn.
År 1970 fanns fortfarande 25 bofasta gårdar i byn.